# Georges Bou-Jaoudé
Georges Bou-Jaoudé (ur. 27 grudnia 1943 w Dżurat al-Ballut, zm. 28 marca 2022) – libański duchowny maronicki, w latach 2006–2020 arcybiskup Trypolisu.

## Życiorys
Święcenia kapłańskie otrzymał 9 lutego 1968 w zgromadzeniu Księży Misjonarzy św. Wincentego. Pracował m.in. jako rekolekcjonista misyjny na terenie archieparchii trypoliskiej, dyrektor scholastykatu i nowicjatu, a także jako przełożony libańskiej prowincji lazarystów. Od 2002 główny kapelan zakonnej konfraterni na terenie Libanu.
We wrześniu 2005 Synod Kościoła maronickiego wybrał go na archieparchę Trypolisu (wybór zatwierdził 28 grudnia 2005 papież Benedykt XVI). Sakry udzielił mu ówczesny patriarcha Antiochii, Nasrallah Piotr Sfeir. W 2020 roku Synod Kościoła maronickiego zwolnił go z obowiązków archieparchy Trypolisu, co zatwierdził 1 listopada tegoż roku papież Franciszek.